# Louis George Harper
Pour les articles homonymes, voir Harper.
Louis George Harper (28 février 1830-16 avril 1884) est un protonotaire et homme politique fédéral du Québec.

## Biographie
Né à Cap-Santé dans le Bas-Canada, il est admis au Barreau du Bas-Canada en 1855 et pratiqua le droit à Québec et ensuite à Percé. En 1858, il fut nommé protonotaire de la Cour supérieure du Québec. Élu député du Parti conservateur dans la circonscription de Gaspé en 1874, un appel annula l'élection. L'élection partielle qui s'ensuivit fit de John Short le nouveau député de Gaspé. En 1876, Harper fut nommé magistrat du district de Gaspé. Il est mort à Percé à l'âge de 54 ans.